# 怪誕故事 (雜誌)
《怪誕故事》（英語：Uncanny Stories）是由亞伯拉罕·古德曼（Abraham Goodman）和馬丁·古德曼創辦的紙漿雜誌，為《怪誕物語》（1939年至1940年出版）的繼承刊物，於1941年4月發行唯一一期。古德曼兄弟以發行怪異威脅類型的雜誌（較同時期的科幻雜誌含有更多情色成分）而聞名，此前曾於1938年至1941年間出版《驚奇科學故事》；唯一一期《怪誕故事》於《驚奇科學故事》停刊時出版，或許是為了消耗《驚奇科學故事》沒有用完的庫存素材。《怪誕故事》的故事品質差強人意，由瑞伊·卡明斯撰寫的主要故事「巨型細菌到來」（""）甚至被稱為由他撰寫的文章中「最糟糕的故事」之一。

## 刊物歷史及內容
儘管科幻小说早於1920年代就已出現，不過一直到雨果·根斯巴克於1926年發行紙漿雜誌《驚異傳奇》之後，科幻小說雜誌才開始成為獨立的市場類型。自1931年《奇蹟科學與奇幻故事》創辦之後，市面上便不再有新的科幻小說雜誌推出，直到1938年，亞伯拉罕·古德曼（Abraham Goodman）和馬丁·古德曼創辦《驚奇科學故事》為止。古德曼兄弟以發行怪異威脅類型雜誌而聞名，這種類型的雜誌融合了情色與虐待狂成分，劇情多是描述一名女子身陷險境，而此一險境起初看起來似乎是超自然現象，但最後都會被發現是人類反派的傑作；《驚奇科學故事》亦不例外，儘管其嚴格來說並不屬於怪異威脅類型雜誌，不過編者有時會被要求加入較同時期的科幻小說雜誌更多的情色成分。
1941年4月，《驚奇科學故事》發行最終期；唯一一期《怪誕故事》於同月出版，與《驚奇科學故事》同樣由羅伯特·O·埃里斯曼（Robert O. Erisman）擔任主編。《怪誕故事》為《怪誕物語》（1939年至1940年出版）的繼任者，不過與《怪誕物語》的不同之處在於《怪誕故事》的內容包含了奇幻與科幻小說，而不只有怪異威脅類型的小說，企圖跟風自1938年至1939年間開啟的科幻小說黃金時代。不過《怪誕故事》的故事品質差強人意，科幻史學家邁克·阿什利甚至稱由瑞伊·卡明斯撰寫的主要故事「巨型細菌到來」（""）為由他撰寫的文章中「最糟糕的故事」之一；阿什利並推測，由於當時古德曼兄弟開始將焦點轉向日漸蓬勃發展的漫畫市場，《怪誕故事》出版的唯一理由或許是為了消耗《驚奇科學故事》停刊前沒有用完的庫存素材。
除了瑞伊·卡明斯之外，其他編者還包括了大衛·亨利·凱勒、小佛雷德利·阿諾德·庫默（Frederic Arnold Kummer Jr.）、理查·德威特·米勒和丹尼士·普利默爾（Denis Plimmer）等人。多數故事的標題不像其他古德曼兄弟的出版物故事標題那樣強烈地針對情色（如《情慾屍體的血腥新娘》［""］），不過埃里斯曼確實為部分標題增加了情趣要素，例如將凱勒撰寫的故事《栗色母馬》（""）改名為《速度將成為我的新娘》（""）。

## 刊物資訊
《怪誕故事》以紙漿雜誌格式出版，共116頁，定價為15美分。唯一一期《怪誕故事》的編號為「第一卷，第一期」（Volume 1, Number 1），副標題為「不尋常的故事」（""）。《怪誕故事》由纽约出版商曼維斯出版（Manvis Publications）出版，羅伯特·O·埃里斯曼擔任主編。
《怪誕故事》現已進入公有领域，全本雜誌可於互联网档案馆取得。